# كلاوس هاسلمان
كلاوس هاسلمان (ولد في 25 أكتوبر 1931 في هامبورغ )  هو عالم محيطات ألماني رائد ومصمم نماذج مناخ. اشتهر بتطوير نموذج هاسلمان  لتقلب المناخ. حصل على جائزة نوبل في الفيزياء لعام 2021 مع الياباني الأمريكي سيوكورو مانابي وذلك لأبحاثهما عن النمذجة الفيزيائية لمناخ الأرض ولقياس تقلبات وتوقع الاحترار المناخي، مناصفة مع عالم الفيزياء النظرية الأيطالي جورجيو باريزي.

## الخلفية المهنية وأبحاث المناخ
حصل هاسلمان سنة 1955 على دبلوم في الفيزياء والرياضيات من جامعة هامبورغ، ثم نال شهادة الدكتوراه من نفس الجامعة سنة 1957، ثم عمل بعدها كأستاذ للجيوفيزياء النظرية والمدير الإداري لمعهد الجيوفيزياء في جامعة هامبورغ.
التحق هاسلمان للعمل بمعهد ماكس بلانك لأبحاث الأرصاد الجوية إلى سنة 1999، نشر خلالها العديد من الأوراق البحثية.
نشر هاسلمان أوراقًا عن ديناميات المناخ، والعمليات العشوائية، وأمواج المحيط، والاستشعار عن بعد، ودراسات التقييم المتكاملة.

## روابط خارجية
- موقع هاسلمان
- منتدى المناخ الأوروبي
- المركز الألماني للحوسبة عالية الأداء لأبحاث المناخ ونظام الأرض نسخة محفوظة 3 أكتوبر 2006 على موقع واي باك مشين.
- كلاوس هاسلمان في شجرة علماء الرياضيات